# متی تایلور (بازیکن فوتبال، زاده ۱۹۹۰)
متیو جیمز تیلور (انگلیسی: Matthew James Taylor؛ زادهٔ ۳۰ مارس ۱۹۹۰) بازیکن فوتبال اهل بریتانیا است.
از باشگاه‌هایی که در آن بازی کرده‌است می‌توان به باشگاه فوتبال بریستول راورز، باشگاه فوتبال فارست گرین راورز، تیم سی فوتبال ملی انگلیس، باشگاه فوتبال آکسفورد یونایتد، و باشگاه فوتبال چستر اشاره کرد.
وی همچنین در تیم ملی فوتبال تیم سی فوتبال ملی انگلیس بازی کرده‌است.